# Ilchev Buttress
Ilchev Buttress (englisch; bulgarisch Илчев рид Iltschew rid) ist ein 1000 m hoher, in nord-südlicher Ausrichtung 5 km langer, 2,2 km breiter und gebirgskammähnlicher Berg an der Graham-Küste des Grahamlands im Norden der Antarktischen Halbinsel. Auf der Welingrad-Halbinsel bildet er 7,8 km östlich des Mount Zdarsky, 8,5 km südöstlich des Mount Paulcke, 4,1 km westlich des Prestoy Point und 10,2 km nordwestlich des Mount Genecand den nordöstlichen Ausläufer der Chiren Heights. Seine steilen West-, Nord- und Osthänge sind teilweise unvereist. Der Sohm-Gletscher liegt westlich, der Bilgeri-Gletscher nordwestlich, die Barilari-Bucht nordöstlich und der Weir-Gletscher südöstlich von ihm.
Britische Wissenschaftler kartierten ihn 1976. Die bulgarische Kommission für Antarktische Geographische Namen benannte ihn 2015 nach dem bulgarischen Historiker und Balkanologen Iwan Iltschew (* 1953) für dessen Unterstützung des bulgarischen Antarktisprogramms.